# 杰里米·爱德华兹
杰里米·爱德华兹（英語：Jeremy Edwards，1991年12月23日—），来自塔斯马尼亚州，澳大利亚男子曲棍球运动员。他曾代表澳大利亚国家队参加2018年英联邦运动会曲棍球比赛，获得一枚金牌。